# Ocotea caniflora
Ocotea caniflora là loài thực vật có hoa trong họ Nguyệt quế. Loài này được Mez miêu tả khoa học đầu tiên năm 1906.